# Чемпіонат світу з футболу 2022 (кваліфікаційний раунд, УЄФА, група J)
Група J кваліфікації УЄФА Чемпіонату світу з футболу 2022 — одна з 10 груп УЄФА у  кваліфікації Чемпіонату світу для визначення команд, які пройдуть до Чемпіонату світу 2022 Катарі. Група J складається з 6 команд: Вірменія, Ісландія, Ліхтенштейн, Німеччина, Північна Македонія та Румунія. Команди зіграють одна з одною вдома та на виїзді за круговою системою.
Переможець групи потрапить напряму до Чемпіонату світу, а 2-е місце пройде до другого раунду (плей-оф).

## Турнірна таблиця
| Поз | Команда            | І  | В | Н | П | ГЗ | ГП | РГ  | О  | Кваліфікація                          |     | Німеччина | Північна Македонія | Румунія | Вірменія | Ісландія | Ліхтенштейн |
| --- | ------------------ | -- | - | - | - | -- | -- | --- | -- | ------------------------------------- | --- | --------- | ------------------ | ------- | -------- | -------- | ----------- |
| 1   | Німеччина          | 10 | 9 | 0 | 1 | 36 | 4  | +32 | 27 | Кваліфікація до Чемпіонату світу 2022 |     | —         | 1:2                | 2:1     | 6:0      | 3:0      | 9:0         |
| 2   | Північна Македонія | 10 | 5 | 3 | 2 | 23 | 11 | +12 | 18 | Проходять до плей-оф                  |     | 0:4       | —                  | 0:0     | 0:0      | 3:1      | 5:0         |
| 3   | Румунія            | 10 | 5 | 2 | 3 | 13 | 8  | +5  | 17 |                                       |     | 0:1       | 3:2                | —       | 1:0      | 0:0      | 2:0         |
| 4   | Вірменія           | 10 | 3 | 3 | 4 | 9  | 20 | −11 | 12 |                                       | 1:4 | 0:5       | 3:2                | —       | 2:0      | 1:1      |             |
| 5   | Ісландія           | 10 | 2 | 3 | 5 | 12 | 18 | −6  | 9  |                                       | 0:4 | 2:2       | 0:2                | 1:1     | —        | 4:0      |             |
| 6   | Ліхтенштейн        | 10 | 0 | 1 | 9 | 2  | 34 | −32 | 1  |                                       | 0:2 | 0:4       | 0:2                | 0:1     | 1:4      | —        |             |

## Матчі
Час вказано в EET/EEST (київський час) (місцевий час, якщо відрізняється, вказано в дужках).
| 25 березня 2021 21:45 (20:45 CET) |

| Німеччина                               | 3:0                             | Ісландія |
| --------------------------------------- | ------------------------------- | -------- |
| - Горецка 3' - Гаверц 7' - Гюндоган 56' | Протокол (ФІФА) Протокол (УЄФА) |          |

| МСВ-Арена, Дуйсбург Арбітр: Срджан Йованович (Сербія) |

| 25 березня 2021 21:45 |

| Румунія                                | 3:2                             | Північна Македонія             |
| -------------------------------------- | ------------------------------- | ------------------------------ |
| - Тенасе 28' - Міхаіла 50' - Хаджі 86' | Протокол (ФІФА) Протокол (УЄФА) | - Адемі 82' - Трайковський 83' |

| Національ, Бухарест Арбітр: Фабіу Веріссіму (Португалія) |

| 25 березня 2021 21:45 (20:45 CET) |

| Ліхтенштейн | 0:1                             | Вірменія             |
| ----------- | ------------------------------- | -------------------- |
|             | Протокол (ФІФА) Протокол (УЄФА) | - Фроммельт 83' (аг) |

| Райнпарк, Вадуц Арбітр: Юліан Вайнбергер (Австрія) |

| 28 березня 2021 19:00 (21:00 AMT) |

| Вірменія                      | 2:0                             | Ісландія |
| ----------------------------- | ------------------------------- | -------- |
| - Барсегян 53' - Байрамян 74' | Протокол (ФІФА) Протокол (УЄФА) |          |

| ім. Вазгена Саркісяна, Єреван Арбітр: Енеа Йоргі (Албанія) |

| 28 березня 2021 21:45 (20:45 CET) |

| Північна Македонія                                                        | 5:0                             | Ліхтенштейн |
| ------------------------------------------------------------------------- | ------------------------------- | ----------- |
| - Барді 7' - Трайковський 51', 54' - Елмас 62' - Несторовський 82' (пен.) | Протокол (ФІФА) Протокол (УЄФА) |             |

| Тоше Проескі, Скоп'є Арбітр: Микола Балакін (Україна) |

| 28 березня 2021 21:45 |

| Румунія | 0:1                             | Німеччина    |
| ------- | ------------------------------- | ------------ |
|         | Протокол (ФІФА) Протокол (УЄФА) | - Гнабрі 17' |

| Національ, Бухарест Арбітр: Клеман Тюрпен (Франція) |

| 31 березня 2021 19:00 (20:00 AMT) |

| Вірменія                                         | 3:2                             | Румунія             |
| ------------------------------------------------ | ------------------------------- | ------------------- |
| - Спертсян 56' - Ароян 87' - Барсегян 89' (пен.) | Протокол (ФІФА) Протокол (УЄФА) | - Чікилдеу 62', 72' |

| ім. Вазгена Саркісяна, Єреван Арбітр: Андріс Трейманіс (Латвія) |

| 31 березня 2021 21:45 (20:45 CEST) |

| Ліхтенштейн | 1:4                             | Ісландія                                                                    |
| ----------- | ------------------------------- | --------------------------------------------------------------------------- |
| - Фрік 79'  | Протокол (ФІФА) Протокол (УЄФА) | - Б. Сайварссон 12' - Б. Б'яднасон 45+1' - Палссон 77' - Сігурйонссон 90+4' |

| Райнпарк, Вадуц Арбітр: Мохаммед Аль-Хакім (Швеція) |

| 31 березня 2021 21:45 (20:45 CEST) |

| Німеччина             | 1:2                             | Північна Македонія         |
| --------------------- | ------------------------------- | -------------------------- |
| - Гюндоган 63' (пен.) | Протокол (ФІФА) Протокол (УЄФА) | - Пандев 45+2' - Елмас 85' |

| МСВ-Арена, Дуйсбург Арбітр: Сергій Карасьов (Росія) |

| 2 вересня 2021 21:45 (20:45 CEST) |

| Ліхтенштейн | 0:2                             | Німеччина               |
| ----------- | ------------------------------- | ----------------------- |
|             | Протокол (ФІФА) Протокол (УЄФА) | - Вернер 41' - Сане 77' |

| Кібунпарк, Санкт-Галлен Арбітр: Фабіу Веріссіму (Португалія) |

| 2 вересня 2021 21:45 (20:45 CEST) |

| Північна Македонія | 0:0                             | Вірменія |
| ------------------ | ------------------------------- | -------- |
|                    | Протокол (ФІФА) Протокол (УЄФА) |          |

| Тоше Проескі, Скоп'є Арбітр: Артур Соареш Діаш (Португалія) |

| 2 вересня 2021 21:45 (18:45 WET) |

| Ісландія | 0:2                             | Румунія                |
| -------- | ------------------------------- | ---------------------- |
|          | Протокол (ФІФА) Протокол (УЄФА) | - Ман 47' - Станчу 83' |

| Лаугардалсволлур, Рейк'явік Арбітр: Олексій Кульбаков (Білорусь) |

| 5 вересня 2021 19:00 (16:00 WET) |

| Ісландія                        | 2:2                             | Північна Македонія                   |
| ------------------------------- | ------------------------------- | ------------------------------------ |
| - Б'ярнасон 78' - Гудйонсен 84' | Протокол (ФІФА) Протокол (УЄФА) | - Д. Велковський 12' - Аліоський 54' |

| Лаугардалсволлур, Рейк'явік Арбітр: Іван Кружляк (Словаччина) |

| 5 вересня 2021 21:45 (20:45 CEST) |

| Німеччина                                                                | 6:0                             | Вірменія |
| ------------------------------------------------------------------------ | ------------------------------- | -------- |
| - Гнабрі 6', 15' - Ройс 35' - Вернер 45' - Й. Гофманн 52' - Адеємі 90+1' | Протокол (ФІФА) Протокол (УЄФА) |          |

| Мерседес-Бенц Арена, Штутгарт Арбітр: Вільям Коллам (Шотландія) |

| 5 вересня 2021 21:45 |

| Румунія                | 2:0                             | Ліхтенштейн |
| ---------------------- | ------------------------------- | ----------- |
| - Тошка 11' - Маня 18' | Протокол (ФІФА) Протокол (УЄФА) |             |

| Національ, Бухарест Арбітр: Катерина Монзуль (Україна) |

| 8 вересня 2021 19:00 (20:00 AMT) |

| Вірменія                | 1:1                             | Ліхтенштейн |
| ----------------------- | ------------------------------- | ----------- |
| - Мхітарян 45+5' (пен.) | Протокол (ФІФА) Протокол (УЄФА) | - Фрік 80'  |

| ім. Вазгена Саркісяна, Єреван Арбітр: Дує Струкан (Хорватія) |

| 8 вересня 2021 21:45 (18:45 WET) |

| Ісландія | 0:4                             | Німеччина                                         |
| -------- | ------------------------------- | ------------------------------------------------- |
|          | Протокол (ФІФА) Протокол (УЄФА) | - Гнабрі 4' - Рюдігер 24' - Сане 56' - Вернер 89' |

| Лаугардалсволлур, Рейк'явік Арбітр: Андреас Екберг (Швеція) |

| 8 вересня 2021 21:45 (20:45 CEST) |

| Північна Македонія | 0:0                             | Румунія |
| ------------------ | ------------------------------- | ------- |
|                    | Протокол (ФІФА) Протокол (УЄФА) |         |

| Тоше Проескі, Скоп'є Арбітр: Антоніо Матео Лаос (Іспанія) |

| 8 жовтня 2021 21:45 (20:45 CEST) |

| Німеччина                 | 2:1                             | Румунія    |
| ------------------------- | ------------------------------- | ---------- |
| - Гнабрі 52' - Мюллер 81' | Протокол (ФІФА) Протокол (УЄФА) | - Хаджі 9' |

| Фолькспаркштадіон, Гамбург Арбітр: Джюнейт Чакир (Туреччина) |

| 8 жовтня 2021 21:45 (18:45 WET) |

| Ісландія                    | 1:1                             | Вірменія          |
| --------------------------- | ------------------------------- | ----------------- |
| - Бергманн Йоуганнессон 77' | Протокол (ФІФА) Протокол (УЄФА) | - К. Оганесян 35' |

| Лаугардалсволлур, Рейк'явік Арбітр: Никола Дабанович (Чорногорія) |

| 8 жовтня 2021 21:45 (20:45 CEST) |

| Ліхтенштейн | 0:4                             | Північна Македонія                                                       |
| ----------- | ------------------------------- | ------------------------------------------------------------------------ |
|             | Протокол (ФІФА) Протокол (УЄФА) | - Д. Велковський 39' - Аліоський 66' (пен.) - Ніколов 74' - Чурлінов 83' |

| Райнпарк, Вадуц Арбітр: Бартош Франковський (Польща) |

| 11 жовтня 2021 21:45 (18:45 WET) |

| Ісландія                                                                   | 4:0                             | Ліхтенштейн |
| -------------------------------------------------------------------------- | ------------------------------- | ----------- |
| - С. Тордарсон 19' - А. Гудмундссон 35' (пен.), 79' (пен.) - Гудйонсен 89' | Протокол (ФІФА) Протокол (УЄФА) |             |

| Лаугардалсволлур, Рейк'явік Арбітр: Іоанніс Пападопулос (Греція) |

| 11 жовтня 2021 21:45 (20:45 CEST) |

| Північна Македонія | 0:4                             | Німеччина                                    |
| ------------------ | ------------------------------- | -------------------------------------------- |
|                    | Протокол (ФІФА) Протокол (УЄФА) | - Гаверц 50' - Вернер 70', 73' - Мусіала 83' |

| Тоше Проескі, Скоп'є Арбітр: Данні Маккелі (Нідерланди) |

| 11 жовтня 2021 21:45 |

| Румунія       | 1:0                             | Вірменія |
| ------------- | ------------------------------- | -------- |
| - Мітріце 26' | Протокол (ФІФА) Протокол (УЄФА) |          |

| Стяуа, Бухарест Арбітр: Даніеле Орсато (Італія) |

| 11 листопада 2021 19:00 (21:00 AMT) |

| Вірменія | 0:5                             | Північна Македонія                                                       |
| -------- | ------------------------------- | ------------------------------------------------------------------------ |
|          | Протокол (ФІФА) Протокол (УЄФА) | - Трайковський 22' - Барді 36', 67' (пен.), 90' (пен.) - Ристовський 79' |

| ім. Вазгена Саркісяна, Єреван Арбітр: Хосе Марія Санчес (Іспанія) |

| 11 листопада 2021 21:45 (20:45 CET) |

| Німеччина | 9:0                             | Ліхтенштейн |
| --- | ------------------------------- | ----------- |
| - Гюндоган 11' (пен.) - Кауфманн 20' (аг) - Сане 22', 49' - Ройс 23' - Мюллер 76', 86' - Баку 80' - Гопель 89' (аг) | Протокол (ФІФА) Протокол (УЄФА) |             |

| Фольксваген Арена, Вольфсбург Арбітр: Івана Мартинчич (Хорватія) |

| 11 листопада 2021 21:45 |

| Румунія | 0:0                             | Ісландія |
| ------- | ------------------------------- | -------- |
|         | Протокол (ФІФА) Протокол (УЄФА) |          |

| Національ, Бухарест Арбітр: Сергій Карасьов (Росія) |

| 14 листопада 2021 19:00 (18:00 CET) |

| Північна Македонія              | 3:1                             | Ісландія           |
| ------------------------------- | ------------------------------- | ------------------ |
| - Аліоський 7' - Елмас 65', 86' | Протокол (ФІФА) Протокол (УЄФА) | - Торстейнссон 54' |

| Тоше Проескі, Скоп'є Арбітр: Давіде Масса (Італія) |

| 14 листопада 2021 19:00 (21:00 AMT) |

| Вірменія              | 1:4                             | Німеччина                                                  |
| --------------------- | ------------------------------- | ---------------------------------------------------------- |
| - Мхітарян 59' (пен.) | Протокол (ФІФА) Протокол (УЄФА) | - Гаверц 15' - Гюндоган 45+4' (пен.), 50' - Й. Гофманн 64' |

| ім. Вазгена Саркісяна, Єреван Арбітр: Франсуа Летексьє (Франція) |

| 14 листопада 2021 19:00 (18:00 CET) |

| Ліхтенштейн | 0:2                             | Румунія              |
| ----------- | ------------------------------- | -------------------- |
|             | Протокол (ФІФА) Протокол (УЄФА) | - Ман 8' - Банку 87' |

| Райнпарк, Вадуц Арбітр: Матей Юг (Словенія) |

## Дисциплінарні покарання
Гравець автоматично пропускає наступний матч за наступні дисциплінарні порушення:
- Червона картка (відсторонення за червону картку може бути збільшене за серйозні порушення)
- 2 жовті картки у двох різних матчах (відсторонення за червону також поширюється і на плей-оф, але не на фінальний турнір чи і подальші міжнародні матчі)

Гравці відбули (чи відбудуть) наступні дисциплінарні покарання:
| Команда     | Гравець                | Порушення                                                                | Відсторонено на матч(і)               |
| ----------- | ---------------------- | ------------------------------------------------------------------------ | ------------------------------------- |
| Вірменія    | Тигран Барсегян        | пр. Ісландії (28 березня 2021) пр. Румунії (31 березня 2021)             | пр. Пн. Македонії (2 вересня 2021)    |
| Вірменія    | Вараздат Хароян        | пр. Ісландії (28 березня 2021) пр. Румунії (31 березня 2021)             | пр. Пн. Македонії (2 вересня 2021)    |
| Вірменія    | Хорен Байрамян         | пр. Ліхтенштейну (25 березня 2021) Румунії (31 березня 2021)             | пр. Пн. Македонії (2 вересня 2021)    |
| Вірменія    | Саркіс Адамян          | пр. Ліхтенштейну (25 березня 2021) пр. Румунії (11 жовтня 2021)          | пр. Пн. Македонії (11 листопада 2021) |
| Вірменія    | Тарон Восканян         | пр. Пн. Македонії (2 вересня 2021) пр. Румунії (11 жовтня 2021)          | пр. Пн. Македонії (11 листопада 2021) |
| Вірменія    | Вараздат Хароян        | пр. Німеччини (5 вересня 2021) пр. Румунії (11 жовтня 2021)              | пр. Пн. Македонії (11 листопада 2021) |
| Вірменія    | Едуард Сперцян         | пр. Ісландії (8 жовтня 2021) пр. Румунії (11 жовтня 2021)                | пр. Пн. Македонії (11 листопада 2021) |
| Ісландія    | Альберт Гудмундссон    | пр. Німеччини (25 березня 2021) пр. Вірменії (28 березня 2021)           | пр. Ліхтенштейну (31 березня 2021)    |
| Ісландія    | Біркір Маур Сайварссон | пр. Англії у Лізі Націй УЄФА 2020-21 (18 листопада 2020)                 | пр. Німеччини (25 березня 2021)       |
| Ісландія    | Арі Фрейр Скуласон     | пр. Вірменії (28 березня 2021) пр. Вірменії (8 жовтня 2021)              | пр. Ліхтенштейну (11 жовтня 2021)     |
| Ісландія    | Альберт Гудмундссон    | пр. Румунії (2 вересня 2021) пр. Вірменії (8 жовтня 2021)                | пр. Ліхтенштейну (11 жовтня 2021)     |
| Ісландія    | Біркір Маур Сайварссон | пр. Пн. Македонії (5 вересня 2021) пр. Вірменії (8 жовтня 2021)          | пр. Ліхтенштейну (11 жовтня 2021)     |
| Ліхтенштейн | Ноа Фроммельт          | пр. Пн. Македонії (28 березня 2021) пр. Вірменії (8 вересня 2021)        | пр. Пн. Македонії (8 жовтня 2021)     |
| Ліхтенштейн | Фабіо Вольфінгер       | пр. Пн. Македонії (28 березня 2021) пр. Пн. Македонії (8 жовтня 2021)    | пр. Ісландії (11 жовтня 2021)         |
| Ліхтенштейн | Даніел Кауфманн        | пр. Пн. Вірменії (8 вересня 2021) пр. Пн. Македонії (8 жовтня 2021)      | пр. Ісландії (11 жовтня 2021)         |
| Ліхтенштейн | Мартин Марксер         | пр. Ісландії (11 жовтня 2020)                                            | пр. Німеччини (11 листопада 2021)     |
| Ліхтенштейн | Єнс Гофер              | пр. Німеччини (11 листопада 2020)                                        | пр. Румунії (14 листопада 2021)       |
| Німеччина   | Кай Гаверц             | пр. Ісландії (25 березня 2021) пр. Пн. Македонії (11 жовтня 2021)        | пр. Ліхтенштейну (11 листопада 2021)  |
| Німеччина   | Антоніо Рюдігер        | пр. Пн. Македонії (31 березня 2021) пр. Ліхтенштейну (11 листопада 2021) | пр. Вірменії (14 листопада 2021)      |
| Македонія   | Горан Пандев           | пр. Румунії (25 березня 2021) пр. Німеччини (31 березня 2021)            | пр. Вірменії (2 вересня 2021)         |
| Македонія   | Тихомир Костадинов     | пр. Вірменії (2 вересня 2021) пр. Румунії (8 вересня 2021)               | пр. Ліхтенштейну (8 жовтня 2021)      |
| Македонія   | Вісар Мусліу           | пр. Вірменії (2 вересня 2021) пр. Румунії (8 вересня 2021)               | пр. Ліхтенштейну (8 жовтня 2021)      |
| Македонія   | Милан Ристовський      | пр. Румунії (8 вересня 2021) пр. Ліхтенштейну (8 жовтня 2021)            | пр. Німеччини (11 жовтня 2021)        |
| Македонія   | Стефан Ристовський     | пр. Ісландії (5 вересня 2021) пр. Німеччини (11 жовтня 2021)             | пр. Вірменії (11 листопада 2021)      |
| Румунія     | Георге Пушкаш          | пр. Вірменії (31 березня 2021)                                           | пр. Ісландії (2 вересня 2021)         |
| Румунія     | Нікусор Банку          | пр. Пн. Македонії (25 березня 2021) пр. Вірменії (31 березня 2021)       | пр. Ісландії (2 вересня 2021)         |
| Румунія     | Александру Максім      | пр. Пн. Македонії (25 березня 2021) пр. Вірменії (31 березня 2021)       | пр. Ісландії (2 вересня 2021)         |
| Румунія     | Драгош Неделку         | пр. Ісландії (2 вересня 2021) пр. Пн. Македонії (8 вересня 2021)         | пр. Німеччини (8 жовтня 2021)         |
| Румунія     | Георге Пушкаш          | пр. Вірменії (31 березня 2021) пр. Німеччини (8 жовтня 2021)             | пр. Вірменії (11 жовтня 2021)         |
| Румунія     | Валентин Міхейле       | пр. Пн. Македонії (25 березня 2021) пр. Вірменії (11 жовтня 2021)        | пр. Ісландії (11 листопада 2021)      |
| Румунія     | Андрей Раціу           | пр. Німеччини (8 жовтня 2021) пр. Ісландії (11 листопада 2021)           | пр. Ліхтенштейну (14 листопада 2021)  |

## Позначки
1. ↑  EET (UTC+2) для матчів у березні та листопаді 2021, та EEST (UTC+3) для решти матчів.
2. ↑  Доманшній матч Ліхтенштейну проти Німеччини відбувся на стадіоні Кібунпарк у Санкт-Галлені (Швейцарія), оскільки їх домашній стадіон — Райнпарк у Вадуці — на ремонті.[4]